# Кальвария (герб)
Кальвария (пол. Kalwarya, Kalwaria) — польский дворянский герб.
В некоторых геральдических сборниках встречается ещё одна вариация герба Kalwaria — герб Trupia Głowa.

## Описание
В красном поле серебряный череп на двух скрещенных серебряных костях. В клейноде над шлемом в короне серебряная алебарда (вправо), вбитая острием в корону.
В Гербовнике Каспера Несецкого герб Кальвария упоминается, но Несецким не описывается. Краткое описание герба имеется в Дополнении к Гербовнику Несецкого:

Кальвария Шелютов есть мёртвая голова, опёртая на две кости. (перевод с польск.)

## Роды — носители герба
Маркос (Markos), Маркуш (Markusz), Маркуз (Markuz), Ословский (Osłowski), Шелюта (Szeluta), Верёвкин (Werofkin), Верёвкин-Шелюта (Wierowkin-Szeluta), Воровкин (Worofkin).